# Babette Vandeput
Babette Vandeput (24 januari 1998) is een Belgische atlete, die gespecialiseerd is in het discuswerpen. Zij veroverde vijf Belgische titels.

## Biografie
Vandeput nam in 2015 deel aan de wereldkampioenschappen U18 in Cali. Ze werd tiende in de finale. In 2017 werd ze voor het eerst Belgisch kampioene discuswerpen.
In 2017 trok ze naar Arkansas State University om atletiek en studies te combineren.
Tot 2021 was Vandeput aangesloten bij Atletiekclub Lanaken. In oktober 2021 maakte ze de overstap naar Atletiekclub Lyra.

## Belgische kampioenschappen
| Onderdeel    | Jaar                         |
| ------------ | ---------------------------- |
| discuswerpen | 2017, 2021, 2022, 2023, 2024 |

## Persoonlijk record
| Onderdeel    | Prestatie | Datum        | Plaats  |
| ------------ | --------- | ------------ | ------- |
| discuswerpen | 57,23 m   | 21 juli 2024 | Lokeren |

## Palmares
discuswerpen
- 2015: 10e WK U18 te Cali – 44,99 m
- 2017:  BK AC – 50,75 m
- 2017: 10e EK U20 in Grosseto - 45,70 m
- 2018:  BK AC – 49,86 m
- 2019: 11e EK U23 te Gävle - 49,67 s
- 2021:  BK AC – 51,45 m
- 2022:  BK AC – 56,00 m
- 2023:  Ter Specke Bokaal te Lisse - 54,01 m
- 2023:  BK AC – 54,98 m
- 2024:  BK AC – 54,51 m